# La Higuera (Jalisco)
La Higuera es una localidad del estado mexicano de Jalisco. Es parte del municipio de Tuxpan.

## Demografía
| Gráfica de evolución demográfica |
|                                  |

| Censo | Población |
| ----- | --------- |
| 1921  | 297       |
| 1930  | 908       |
| 1940  | 794       |
| 1950  | 952       |
| 1960  | 1 141     |
| 1970  | 1 081     |
| 1980  | 1 396     |
| 1990  | 1 479     |
| 2000  | 1 431     |
| 2010  | 1 238     |
| 2020  | 1 372     |